# Bill Keller
Bill Keller (18 de enero de 1949) es un periodista estadounidense que trabaja en The New York Times, del que fue director (Executive Editor) entre julio de 2003 y septiembre de 2011.

## Biografía
Keller es hijo de un antiguo Presidente y Director ejecutivo de Chevron Corporation, George M. Keller.
Estudió en centros educativos de orientación católica: St. Matthews y Junípero Serra High School en San Mateo, California. Tras graduarse en el Pomona College en 1970 donde había comenzado su carrera periodística al fundar un periódico independiente llamado de The Collegian (más tarde llamado The Collage), fue reportero en Portland en The Oregonian, el Congressional Quarterly Weekly Report y en The Dallas Times Herald. 

## New York Times
Keller se unió a The New York Times en abril de 1984 como corresponsal nacional con sede en la oficina de Washington.
Luego de eso, fue corresponsal del Times en Moscú desde diciembre de 1986 a octubre de 1991, los últimos tres años como jefe de la oficina del periódico. Ganó un Premio Pulitzer en marzo de 1989 su cobertura de la Unión Soviética. 
Bill Keller, se convirtió en columnista de opinión y escritor senior de The New York Times Magazine, así como otras áreas del periódico en septiembre de 2001. Anteriormente, se desempeñó como jefe de redacción a partir de 1997 a septiembre de 2001 después de haber sido director de Relaciones Externas del periódico desde junio de 1995 a 1997. Él fue jefe de la oficina en Johannesburgo a partir de abril de 1992 hasta mayo de 1995.
Desde julio de 2003 es el editor de The New York Times, posición que decide abandonar para dedicarse tiempo completo en la redacción del diario. Anunciado el 2 de junio de 2011 dejará la posición en septiembre del mismo año.